# Canton de Selongey
Le canton de Selongey était une division administrative française située dans le département de la Côte-d'Or.

## Géographie
Ce canton était organisé autour de Selongey dans l'arrondissement de Dijon. Son altitude variait de 244 m (Sacquenay) à 472 m (Foncegrive) pour une altitude moyenne de 327 m.

## Histoire
- De 1833 à 1848, les cantons de Grancey et de Selongey avaient le même conseiller général. Le nombre de conseillers généraux était limité à 30 par département.

## Représentation

### conseillers généraux de 1833 à 2015
| Période | Période      | Identité                                                  | Étiquette               | Qualité |
| ------- | ------------ | --------------------------------------------------------- | ----------------------- | --- |
| 1833    | 1839         | François Bony                                             |                         | Maréchal de camp en retraite, ancien colonel de la Garde nationale domicilié à Selongey                               |
| 1839    | 1855         | Jules Étienne François Muteau                             | Centre gauche           | Conseiller à la Cour de Dijon Député (1834-1848)                                                                      |
| 1855    | 1859         | Aimé Dumay                                                |                         | Conseiller à la Cour de Dijon                                                                                         |
| 1859    | 1895         | Charles François Muteau (1824-1910, fils de Jules Muteau) | Républicain             | Juge au Tribunal civil de Dijon                                                                                       |
| 1895    | 1913         | Alfred Muteau (fils du précédent)                         | GD                      | Secrétaire général de la société internationale pour l'étude des questions d'assistance à Paris Député (1898-1914)    |
| 1913    | 1921         | Henri Muteau (1854-1927, fils du précédent)               | RG                      | Homme de lettres, général de division Sous-directeur honoraire au Ministère de la Guerre, Fauverney                   |
| 1922    | 1940         | Henri Jevain                                              | Rad.                    | Avocat à Paris |
|         |              |                                                           |                         | |
| 1943    | 1945         | Abel Moussut (1878-1949)                                  |                         | Boucher, vendeur de bétail Maire de Selongey Nommé conseiller départemental en 1942                                   |
|         |              |                                                           |                         | |
| 1945    | 1949         | Constant Louet-Japiot                                     | Républicain indépendant | Cultivateur, militaire, chef de sevice chez Lescure à Selongey Ancien conseiller municipal de Selongey (1924-1935)    |
| 1949    | 1967 (décès) | Jean Semprey (1908-1967)                                  | DVD                     | Maire de Chazeuil |
| 1967    | 1985         | Frédéric Lescure                                          | CDP puis UDF-CDS        | Industriel Maire de Selongey (1971-1983) Président du Conseil régional de Bourgogne (1983-1985)                       |
| 1985    | 2011         | Paul Taillandier                                          | UDF puis UMP            | Exploitant agricole Maire de Selongey (1995-2001) Ancien président de la communauté de communes du canton de Selongey |
| 2011    | 2015         | Gérard Leguay                                             | DVG                     | Retraité Maire de Selongey depuis 2008                                                                                |

### Conseillers d'arrondissement (de 1833 à 1940)
| Période                                  | Période | Identité                      | Étiquette | Qualité |
| ---------------------------------------- | ------- | ----------------------------- | --------- | --- |
| 1833                                     | 1842    | Maurice Perriquet             |           | Avoué à Dijon                                                                                               |
| 1842                                     | 1848    | Didier Laurent Demartinecourt |           | Notaire certificateur à Selongey                                                                            |
| 1848                                     | 1867    | M. Japiot-Dumoulin            |           | Notaire à Selongey                                                                                          |
| 1867                                     | 1895    | Georges Perriquet             |           | Avocat à Dijon                                                                                              |
| 1895                                     | 1904    | Jean Lescure                  |           | Industriel en ferblanterie, maire de Selongey                                                               |
| 1994                                     | 1922    | Jules Angelot (1856-1938)     |           | Cultivateur, maire de Sacquenay                                                                             |
| 1922                                     |         | Camille Jacotin (1871-1944)   |           | Menuisier-ébéniste, maire de Selongey (démissionnaire en 1941)                                              |
| 1940                                     |         |                               |           | Les conseils d'arrondissement ont été suspendus par la loi du 12 octobre 1940 et n'ont jamais été réactivés |
| Les données manquantes sont à compléter. |         |                               |           | |

## Composition
Le canton de Selongey regroupait 8 communes :
| Communes            | Population (2012) | Code postal | Code Insee |
| ------------------- | ----------------- | ----------- | ---------- |
| Boussenois          | 127               | 21260       | 21096      |
| Chazeuil            | 223               | 21260       | 21163      |
| Foncegrive          | 156               | 21260       | 21275      |
| Orville             | 202               | 21260       | 21472      |
| Sacquenay           | 263               | 21260       | 21536      |
| Selongey            | 2 267             | 21260       | 21599      |
| Vernois-lès-Vesvres | 185               | 21260       | 21665      |
| Véronnes            | 362               | 21260       | 21667      |

### Intercommunalité
L'ensemble des communes du canton formait la communauté de communes du Canton de Selongey.
Le canton formait, avec les cantons d'Is-sur-Tille et de Grancey-le-Château-Neuvelle, le Pays des trois rivières : la Venelle, la Tille et l'Ignon.

## Démographie
| 1962  | 1968  | 1975  | 1982  | 1990  | 1999  | 2006  | 2011  | 2012  |
| ----- | ----- | ----- | ----- | ----- | ----- | ----- | ----- | ----- |
| 3 071 | 3 470 | 3 793 | 3 894 | 3 732 | 3 727 | 3 785 | 3 930 | 3 928 |